# Dueles
«Dueles» es una canción interpretada por el dúo mexicano Jesse & Joy. Fue lanzada por la compañía discográfica Warner Music México como el tercer sencillo oficial del disco Un besito más (2015) el día 8 de julio del 2016. La canción fue escrita por ellos mismos en colaboración de letra con Jimena Lecourtoix.

## Vídeo musical

### Filmación
El vídeo fue grabado bajo la dirección de Esteban Madrazo y publicado en el canal del dúo en YouTube el mismo día de lanzamiento. Durante el vídeo de la trama lo protagoniza el integrante Jesse junto a otra mujer la cual es su pareja y esta batallando contra una enfermedad crónica.

## Promoción
La cantaron en el álbum en vivo Un Besito Más Tour al igual que las demás canciones del mismo álbum y otras canciones más de sus anteriores discos dentro de esta gira musical.

### Versión en inglés
Fue lanzada una versión en inglés de la canción titulada 'Helpless' para su disco compilatorio spanglish titulado Jesse & Joy que salió al año siguiente (2017).

## Lista de canciones

### Descarga digital[9]
| Dueles — Single |          |          |  |
| N.º             | Título   | Duración |  |
| 1.              | «Dueles» | 4:06     |  |

## Listas musicales
| País           | Chart     | Lista                  | Mejor posición |
| 2016           | 2016      | 2016                   | 2016           |
| -------------- | --------- | ---------------------- | -------------- |
| Estados Unidos | Billboard | Hot Latin Songs        | 44             |
| Estados Unidos | Billboard | Latin Pop Airplay      | 7              |
| México         | Billboard | Mexico Airplay         | 8              |
| México         | Billboard | Mexico Espanol Airplay | 2              |

### Anuales
| País   | Certificador   | Lista         | Mejor posición |
| 2016   | 2016           | 2016          | 2016           |
| ------ | -------------- | ------------- | -------------- |
| México | Monitor Latino | Top pop anual | 16             |

## Historial de lanzamiento
| Región | Fecha              | Formato                     | Discográfica              | Ref.   |
| ------ | ------------------ | --------------------------- | ------------------------- | ------ |
| México | 8 de julio de 2016 | Descarga digital, Streaming | Warner Music S.A. de C.V. | [ 15 ] |